# Белявский, Владимир Анатольевич
Влади́мир Анато́льевич Беля́вский (род. 7 декабря 1969, дер. Мышковичи, Кировский район, Могилёвская область, БССР, СССР) — российский военачальник, Герой Российской Федерации (2006). Генерал-майор (18 февраля 2021).

## Биография
В 1986 году окончил Минское суворовское военное училище.
С 1986 года — в Вооружённых силах СССР. В 1990 году окончил Харьковское гвардейское высшее танковое командное училище, и был направлен для дальнейшего прохождения службы в морскую пехоту Краснознамённого Черноморского флота, где командовал танковым взводом в 126-й дивизии береговой обороны. В августе 1992 года стал командиром разведывательного взвода разведывательной роты специального назначения в 810-й отдельной бригаде морской пехоты Краснознамённого Черноморского флота, а с 1993 года — командовал этой разведывательной ротой. Принимал участие в боевых действиях в Абхазии в 1993 году, участвовал в операциях по спасению окруженных российских миротворцев. С марта 1996 по 1999 год — начальник штаба — заместитель командира 888-го отдельного разведывательного батальона морской пехоты Черноморского флота.
В 2001 году окончил Общевойсковую академию Вооружённых сил Российской Федерации. Распределён на Каспийскую флотилию, где с сентября того же года командовал 1200-м отдельным разведывательным батальоном в 77-й гвардейской отдельной бригаде морской пехоты.
В 2001 году майору Белявскому В. А. присвоено воинское звание «подполковник».
С сентября 2005 года — начальник отделения — заместитель начальника штаба этой бригады.
Отличился в ходе проведения контртеррористической операции на территории Чеченской Республики. В одном из боёв подразделение морских пехотинцев оказалось вынужденным вести бой в горной части республики с превосходящими силами противника. Подполковник Владимир Белявский, как старший по званию, умело командовал подразделением. В напряженном бою бандформирование было рассеяно с большим уроном для него. Подразделение выполнило поставленную перед ним задачу, понеся при этом небольшие потери.
За мужество и героизм, проявленные при выполнении воинского долга в Северо-Кавказском регионе Указом Президента РФ № 860 от 8 августа 2006 года гвардии подполковнику Белявскому Владимиру Анатольевичу присвоено звание Героя Российской Федерации с вручением знака особого отличия — медали «Золотая Звезда». Награждён за отличие во время контртеррористической операции в Чеченской республике во время боевых действий в её горной части. В его наградном листе сказано:

Только благодаря героизму и мужеству подполковника Белявского В. А., проявленным в боях с превосходящими силами бандформирований, подразделение выполнило боевую задачу, избежав крупных потерь.
Проходил службу в Военно-Морском флоте, являлся заместителем командира бригады морской пехоты на Балтийском флоте. С декабря 2009 по июнь 2014 года — командир 810-й отдельной бригада морской пехоты Черноморского флота. с 2014 по 2016 год проходил обучение в Военной академии Генерального штаба Вооружённых сил Российской Федерации. После её окончания, с июня 2016 по сентябрь 2017 года — командир 40-й отдельной бригады морской пехоты Тихоокеанского флота.
С сентября 2017 года — командир 212-го гвардейского Венского окружного учебного центра подготовки младших специалистов танковых войск имени генерал-лейтенанта Руссиянова (Чита).
С 2018 года — начальник штаба — первый заместитель командира 68-го армейского корпуса Восточного военного округа (дислоцируется на о. Сахалин и Курильских островах).
С февраля 2022 года — командир 3-го армейского корпуса Южного военного округа.
Награждён орденами Мужества, «За военные заслуги», медалями.